# Little Women (série télévisée)
Little Women ou Trois petites femmes au Québec (hangeul : 작은 아씨들 ; RR : Jag-eun Assideul) est une série télévisée sud-coréenne.

## Synopsis
En Corée, trois sœurs de condition modeste s'opposent à une riche et puissante famille.
L'une d'elles est comptable dans un établissement financier, l'autre journaliste et la dernière toujours scolarisée, mais avec un certain talent pour la peinture.
Elles vont se retrouver au cœur de trois affaires qui finiront par s’entremêler : un détournement de fonds, des suicides liés à un établissement bancaire et l'exploitation du talent d'une jeune artiste.
Toutes ces affaires sont en lien avec une famille dont le père avocat brigue la mairie de Séoul.

## Distribution

### Acteurs principaux
- Kim Go-eun : Oh In-ju[1],[2]
  - Park So-yi : Oh In-ju (enfant)
- Nam Ji-hyun : Oh In-kyung[1]
- Park Ji-hoo : Oh In-hye[1]
- Wi Ha-joon : Choi Do-il[3]

### Acteurs secondaires
- Kang Hoon (en) : Ha Jong-ho
- Gong Min-jeung : Choi Ma-ri
- Cho Seung-yeon : Jo Wan-gyu
- Kim Mi-sook : Oh Hae-seok
- Park Ji-young : Ahn Hee-yeon
- Um Ki-joon (en) : Park Jae-sang
- Uhm Ji-won : Won Sang-ah
- Jeon Chae-eun (en) : Park Hyo-rin
- Lee Do-yeop : Won Ki-seon
- Park Bo-kyung (en) : Go Soo-im.

### Apparitions exceptionnelles
- Choo Ja-hyun (en) : Jin Hwa-young
- Oh Jung-se : le directeur Shin / Shin Hyun-min
- Song Joong-ki : Park Joo-hyung
- Lee Min-woo (en) : Won Sang-woo

## Production

### Fiche technique
- Titre original : 작은 아씨들
- Titre international : Little Women
- Titre québécois : Trois petites femmes
- Réalisation : Kim Hee-won
- Scénario : Chung Seo-kyung
- Musique : Park Se-joon
- Production déléguée : Cho Moon-joo, Shin Ye-ji, Jo Soo-young
- Société de production : Studio Dragon
- Société de distribution : tvN (Corée du Sud) ; Netflix (monde)
- Pays d'origine :  Corée du Sud
- Langue originale : coréen
- Format : couleur
- Genre : drame
- Dates de diffusion :
  - Corée du Sud : 3 septembre 2022 sur tvN